# Evania Pelite
Evania Pelite (12 de julho de 1995) é uma ruguebolista de sevens australiana, campeã olímpica.

## Carreira
Evania Pelite integrou o elenco da Seleção Australiana Feminina de Rugby Sevens medalha de ouro na Rio 2016, ela fez sete tries.